# Radovanje, Velika Plana
Radovanje (izvirno srbsko Радовање) je naselje v Srbiji, ki upravno spada pod Občino Velika Plana; slednja pa je del Podonavskega upravnega okraja.

## Demografija
V naselju živi 556 polnoletnih prebivalcev, pri čemer je njihova povprečna starost 42,2 let (41,5 pri moških in 42,8 pri ženskah). Naselje ima 205 gospodinjstev, pri čemer je povprečno število članov na gospodinjstvo 3,36.
To naselje je, glede na rezultate popisa iz leta 2002, večinoma srbsko, a v času zadnjih treh popisov je opazno zmanjšanje števila prebivalcev.
|  |

| Demografija | Demografija     | Demografija     |
| Leto        | Št. prebivalcev | Št. prebivalcev |
| ----------- | --------------- | --------------- |
|             |                 |                 |
|             |                 |                 |
|             |                 |                 |
|             |                 |                 |
| 1948        | 1129            |                 |
| 1953        | 1131            |                 |
| 1961        | 937             |                 |
| 1971        | 840             |                 |
| 1981        | 847             |                 |
| 1991        | 770             | 717             |
| 2002        | 764             | 689             |
|             |                 |                 |

| Etnična sestava po popisu iz leta 2002 | Etnična sestava po popisu iz leta 2002 | Etnična sestava po popisu iz leta 2002 | Etnična sestava po popisu iz leta 2002 | Etnična sestava po popisu iz leta 2002 |
| -------------------------------------- | -------------------------------------- | -------------------------------------- | -------------------------------------- | -------------------------------------- |
| Srbi                                   | Srbi                                   |                                        | 685                                    | 99,41%                                 |
| Neznano                                | Neznano                                |                                        | 4                                      | 0,58%                                  |